# Месть подружек невесты
«Месть подружек невесты» (англ. Revenge of the Bridesmaids) — комедийная мелодрама производства канала ABC Family, режиссёр — Джеймс Хейман. Мировая премьера состоялась 18 июля 2010 года.

## Сюжет
Когда Эбигейл и Паркер возвращаются из Нью-Йорка в город своего детства, они узнают, что их лучшая подруга Рэйчел — подружка невесты на свадьбе Кейтлин и Тони, того самого Тони, который раньше был парнем Рейчел. Эбигейл и Паркер решили взять дело в свои руки. Пока мама невесты Оливия старается устроить для своей дочери совершенную свадьбу, они заставляют Кейтлин сделать их подружками невесты, для того, чтобы сорвать свадьбу. Удастся ли им это при строгом контроле Оливии? Будут ли Рейчел и Тони снова вместе?

## В ролях
- Джоанна Гарсиа
- Рэйвен-Симоне
- Анжелина Сордз
- Лиль Брокато
- Бриттани Исибаси
- Бет Бродерик
- Вирджиния Уильямс

## Награды
Фильм был номинирован на премию Гильдии художников-постановщиков в категории телефильмов и мини-сериалов, но проиграл фильму ужасов «Стена с секретами». Также фильм «Месть подружек невесты» входил в номинацию «Лучший семейный телефильм» премии People’s Choice Awards.